# Jeff Krosnoff
Jeffrey John Krosnoff, född 24 september 1964 i Tulsa, Oklahoma, död 14 juli 1996 i Toronto, Kanada, var en amerikansk racerförare.

## Racingkarriär
Krosnoff tävlade länge i Japan, i Formel 3000, utan att nå några större framgångar. Hans största merit i racingkarriären var istället en andraplats i Le Mans 24-timmars 1994 i en Toyota, tillsammans med Eddie Irvine och Mauro Martini. Krosnoff flyttade hem till säsongen 1996, för att delta i CART för Arciero-Wells Racing. Han kraschade med tre varv kvar i Toronto Indy Grand Prix, och flög in i ett träd bredvid banan, och avled av sina skador. En banarbetare avled och en annan skadades allvarligt vid kraschen.